# Буковче (Неготин)
Буковче је насеље у Србији у општини Неготин у Борском округу. Према попису из 2022. у насељу је било 928 становника (Према попису из 2011. има 1136 становника, према попису из 2002. било је 1442 становника).

## Положај села
Буковче је ратарско-сточарско сеоско насеље збијеног типа удаљено 7 km југоисточно од Неготина.
Смештено је на 48 метара надморске висине, на левој обали Јасеничке реке, десне притоке Дунава (у близини ушћа реке Тимок у Дунав). Северна географска ширина насеља је 44° 12’ 10”, источна географска дужина 22° 36’ 03”, а површина атара 1.840 хектара.
До овог насеља се може стићи директним асфалтним путем од Неготина или преко насеља Кобишнице.

## Историја
Насеље се први пут спомиње у турским пописима 1530. године као насеље Буковча које је у то време имало 50 домова, године 1586. имало је 16, док је под аустријском окупацијом 1736. године имало укупно 80 домова.
На Лангеровој карти забележена су пуста места Cobescjtica и Pukowce а на карти „Темишварски Банат“ поменута места су забележена као насељена места. Године 1726. свештеник у Кобишници има је 90 кућа а други у Буковчи 80 домова. Кобишница и Буковче су записани 1811. године а 1846. године у Кобишници је било 278, у Буковчи 298 кућа а 1924. године Кобишница је имала 471 а Буковче 445 кућа.
Буковче се помиње 1530. као насеље које је имало око 50 кућа. Судећи по структури пољопривреде и дажбинама из 1586. године може се разумети оволики број кућа крајем 15. и почетком 16. века јер су овде насељени колонизатори власи−филурџије који су били ослобођени рајинских дажбина. У другој половини 18. века село се иселило у Селиште због турских зулума, па су се после вратили на старо место.
За време аустријске окупације оба насеља, Буковче и Кобишњица су била пуста (Лангер), а само неколико година касније („Темишварски Банат“) насељена и Блатска „јерунија“ (Кобишница и Буковче) 1723. године имала 63 куће, који се број 1736. године скоро утростручио, јасно је да је баш у том времену било великог досељавања. На основу тога и најстарији родови су досељени у 18. веку или су се повратили из Румуније.
Старо насеље је настало на данашњој локацији, одакле се у другој половини 18. и почетком 19. века премештало на место звано Селиште. Данашње насеље подељено је на Горњи, Средњи и Доњи крај. Антропогеографским и етнолошким изучавањима сврстано је у влашка насеља.
Након Првог светског рата у њему су живеле следеће фамилије Абраши (слава Свети Арханђел и Свети Врачи), Антонешти (слава Митровдан), Ћосе (слава Петковица), Фируловићи (слава Митровдан), Микуловићи (слава Петковица), Конекешти (слава Петковица), Пакалешти (слава Ђурђевдан), Првујкићи (слава Петковица), Крстићи (слава Свети Арханђел и Петковица), Богдановићи (слава Митровдан), Шурку (слава Петковица), Карбунарешти (слава Свети Никола), Поповићи (слава Свети Андреја и Петковица), Калиновићи (слава Свети Арханђел и Петковица), Табаковићи (слава Митровдан), Јонешкићи (слава Петковица), Балђиешти (слава Свети Никола), Немценешти (слава Свети Арханђео), Беловановићи (слава Свети Никола), Недељкоњи (слава Свети Андреја), Лацкулешти (слава Петковица), Негроњи, Рошкулићи и Мојсикићи (слава Свети Тодор), Пуфанешти (слава Свети Арханђео), Вражиорешти (слава Петковица), Кројтаревићи (слава Петковица), Мијуљешти (слава Петковица), Петкуљешти (слава Митровдан), Ђакуљешти (слава Петковица), Морари (слава Свети Арханђео), Баланешти (слава Петковица), Трујкићи (слава Петковица), Белегешта (слава Петковица), Бабика (слава Свети Тодор), Плотађановићи (слава Петковица), Радујевчани (слава Петковица), Ђевердићи (слава Петковица), Котец (слава Петковица), Биладв (слава Петковица и св. Никола), Царани (слава Петковица), Парадика (слава Петковица), Стојкуљешти (слава Петковица) и Медоешти (слава Петковица).
Заветина насеља је Ђурђевдан.
Становништво Буковча је православно, приликом пописа национално се изјашњава као српско и углавном се бави ратарством и сточарством.
Године 1921. Буковче је имало 445 кућа и 2480 становника, године 1948. – 558 кућа и 2676 становника, а 2002. године 659 кућа и 1430 становника.
Четвороазредна основна школа у насељу постоји од 1905. године. Школске 2006/2007. године имала је 54 ученика.
Насеље има Земљорадничку задругу (од 1901. године), заједнички задружни дом са Кобишницом од 1948. године, електричну расвету (од 1953. године), асфалтни пут добија 1976, а телефонске везе са светом 1978. године.

## Демографија
Према последњем попису из 2022. године у насељу је живело 928 становника што је за 208 мање у односу на 2011. када је на попису било 1.136 становника. У насељу живи 828 пунолетних становника, а просечна старост становништва износи 53,11 година (51,78 код мушкараца и 54,35 код жена).
Према подацима пописа из 2022. у насељу има 404 домаћинства, а просечан број чланова по домаћинству је 2,30 а према истом попису у насељу има 1045 стамбених јединица од којих је 704 насељених.
Ово насеље је углавном насељено Србима (према попису из 2002. године), а у последња три пописа, примећен је пад у броју становника.
|  |

| Демографија | Демографија | Демографија |
| Година      | Становника  | Становника  |
| ----------- | ----------- | ----------- |
| 1948.       | 2.676       |             |
| 1953.       | 2.765       |             |
| 1961.       | 2.702       |             |
| 1971.       | 2.677       |             |
| 1981.       | 2.658       |             |
| 1991.       | 2.399       | 1.810       |
| 2002.       | 1.442       | 2.263       |
| 2011.       | 1.136       |             |
| 2022.       | 928         |             |

| Етнички састав према попису из 2002.‍ | Етнички састав према попису из 2002.‍ | Етнички састав према попису из 2002.‍ | Етнички састав према попису из 2002.‍ | Етнички састав према попису из 2002.‍ |
| ------------------------------------ | ------------------------------------ | ------------------------------------ | ------------------------------------ | ------------------------------------ |
|                                      |                                      |                                      |                                      |                                      |
| Срби                                 | Срби                                 |                                      | 1.277                                | 88,55%                               |
| Власи                                | Власи                                |                                      | 103                                  | 7,14%                                |
| Румуни                               | Румуни                               |                                      | 14                                   | 0,97%                                |
| Роми                                 | Роми                                 |                                      | 8                                    | 0,55%                                |
| Македонци                            | Македонци                            |                                      | 2                                    | 0,13%                                |
| Бугари                               | Бугари                               |                                      | 1                                    | 0,06%                                |
| непознато                            | непознато                            |                                      | 9                                    | 0,62%                                |

| Година пописа     | 1948. | 1953. | 1961. | 1971. | 1981. | 1991. | 2002. |
| ----------------- | ----- | ----- | ----- | ----- | ----- | ----- | ----- |
| Број домаћинстава | 558   | 571   | 576   | 553   | 545   | 515   | 462   |

| Број чланова      | 1  | 2   | 3  | 4  | 5  | 6  | 7  | 8 | 9 | 10 и више | Просек |
| ----------------- | -- | --- | -- | -- | -- | -- | -- | - | - | --------- | ------ |
| Број домаћинстава | 95 | 120 | 86 | 52 | 50 | 37 | 12 | 7 | 1 | 2         | 3,12   |

| Пол    | Укупно | Неожењен/Неудата | Ожењен/Удата | Удовац/Удовица | Разведен/Разведена | Непознато |
| ------ | ------ | ---------------- | ------------ | -------------- | ------------------ | --------- |
| Мушки  | 592    | 76               | 427          | 57             | 32                 | 0         |
| Женски | 655    | 65               | 410          | 149            | 31                 | 0         |
| УКУПНО | 1.247  | 141              | 837          | 206            | 63                 | 0         |

| Пол    | Укупно                    | Пољопривреда, лов и шумарство | Рибарство                            | Вађење руде и камена | Прерађивачка индустрија       |
| ------ | ------------------------- | ----------------------------- | ------------------------------------ | -------------------- | ----------------------------- |
| Мушки  | 310                       | 166                           | 0                                    | 0                    | 31                            |
| Женски | 188                       | 130                           | 0                                    | 0                    | 9                             |
| УКУПНО | 498                       | 296                           | 0                                    | 0                    | 40                            |
| Пол    | Производња и снабдевање   | Грађевинарство                | Трговина                             | Хотели и ресторани   | Саобраћај, складиштење и везе |
| Мушки  | 8                         | 34                            | 21                                   | 4                    | 14                            |
| Женски | 0                         | 5                             | 17                                   | 1                    | 1                             |
| УКУПНО | 8                         | 39                            | 38                                   | 5                    | 15                            |
| Пол    | Финансијско посредовање   | Некретнине                    | Државна управа и одбрана             | Образовање           | Здравствени и социјални рад   |
| Мушки  | 1                         | 1                             | 2                                    | 8                    | 5                             |
| Женски | 1                         | 1                             | 1                                    | 10                   | 6                             |
| УКУПНО | 2                         | 2                             | 3                                    | 18                   | 11                            |
| Пол    | Остале услужне активности | Приватна домаћинства          | Екстериторијалне организације и тела | Непознато            | Непознато                     |
| Мушки  | 4                         | 0                             | 0                                    | 11                   | 11                            |
| Женски | 5                         | 0                             | 0                                    | 1                    | 1                             |
| УКУПНО | 9                         | 0                             | 0                                    | 12                   | 12                            |